# На добраніч (короткометражний фільм про Сімпсонів)

Сімпсони у цьому мультфільмі

На добраніч — перший короткометражний фільм про Сімпсонів, який вийшов 1987 року в «Шоу Трейсі Ульман» після того, як Мет Ґрейнінґ придумав Сімпсонів.

## Сюжет
Гомер і Мардж вкладають дітей спати, наказуючи їм бути добрими і співаючи їм колискові, від яких у дітей починають снитися кошмари.